# MCUB
MCUB (англ. Mitochondrial calcium uniporter dominant negative beta subunit) – білок, який кодується однойменним геном, розташованим у людей на короткому плечі 4-ї хромосоми.  Довжина поліпептидного ланцюга білка становить 336 амінокислот, а молекулярна маса — 39 082.
| 10         |  | 20         |  | 30         |  | 40         |  | 50         |
| ---------- |  | ---------- |  | ---------- |  | ---------- |  | ---------- |
| MLQRGLWPWR |  | TRLLPTPGTW |  | RPARPWPLPP |  | PPQVLRVKLC |  | GNVKYYQSHH |
| YSTVVPPDEI |  | TVIYRHGLPL |  | VTLTLPSRKE |  | RCQFVVKPML |  | STVGSFLQDL |
| QNEDKGIKTA |  | AIFTADGNMI |  | SASTLMDILL |  | MNDFKLVINK |  | IAYDVQCPKR |
| EKPSNEHTAE |  | MEHMKSLVHR |  | LFTILHLEES |  | QKKREHHLLE |  | KIDHLKEQLQ |
| PLEQVKAGIE |  | AHSEAKTSGL |  | LWAGLALLSI |  | QGGALAWLTW |  | WVYSWDIMEP |
| VTYFITFANS |  | MVFFAYFIVT |  | RQDYTYSAVK |  | SRQFLQFFHK |  | KSKQQHFDVQ |
| QYNKLKEDLA |  | KAKESLKQAR |  | HSLCLQMQVE |  | ELNEKN     |  |            |

A: Аланін

C: Цистеїн

D: Аспарагінова кислота

E: Глутамінова кислота

F: Фенілаланін

G: Гліцин

H: Гістидин

I: Ізолейцин

K: Лізин

L: Лейцин

M: Метіонін

N: Аспарагін

P: Пролін

Q: Глутамін

R: Аргінін

S: Серин

T: Треонін

V: Валін

W: Триптофан

Задіяний у таких біологічних процесах як транспорт іонів, транспорт, транспорт кальцію, поліморфізм. 
Білок має сайт для зв'язування з іоном кальцію. 
Локалізований у мембрані, мітохондрії, внутрішній мембрані мітохондрії.